# Sirusho Harutyunyan
Siranush Harutyunyan (en armenio: Հարությունյան Սիրանուշ; Ereván, Armenia, 7 de enero de 1987) más conocida como Sirusho (armenio:Սիրուշո). Es una cantante, pianista y compositora armenia. 
Apareció por primera vez en televisión cuando tenía siete años. A los 9 años recibió un premio por su canción Lusabats. No sólo es famosa en Armenia, sino que también ha estado en conciertos en Irán, Rusia, Georgia, Jordania, Polonia, Reino Unido, Alemania, Grecia, Israel, Francia y otros países. Syuzan Margaryan es su madre.
Su primer álbum, Sirusho, fue lanzado en 1999 y el segundo en 2005. En los primeros premios nacionales de música armenios, recibió premios al futuro de la música armenia y también premios a la mejor cantante femenina y al mejor álbum.
Fue portavoz de Armenia en el Festival de la Canción de Eurovisión 2009 y representó a este país en el Festival de la Canción de Eurovisión 2008 con el tema Qele qele. Tras obtener el segundo lugar en la primera semifinal de dicho evento, Sirusho obtuvo el cuarto lugar en la gran final del evento.
En 2011, Sirusho hizo un concierto en Francia, Lyon, grabó un videoclip con su madre, Syuzan Margaryan llamado Oror.
Más tarde, sacó su nueva canción y nuevo vídeo I like It.

## Discografía
- 2000 - Sirusho
- 2005 - Sheram
- 2007 - Hima
- 2008 - Qelé qelé (single)
- 2010 -  Havatum em
- 2016 -  Armat

## Sencillos
- Shorora- 2005
- Sery mer- 2006
- Mayrik- 2006
- Heranum em- 2006
- Hima-  2007
- Mez vochinch chi bajani - 2007
- Arjani e- 2007(dúo con Sofi Mkheyan)
- Qele Qele- 2008
- Erotas- 2009
- Time to pray- 2009(con Boaz Mauda y Jelena Tomasevic)
- Havatum em - 2010
- I like it- 2011
- PreGomesh- 2012